# Gott liebt diese Welt
Gott liebt diese Welt ist ein Neues Geistliches Lied von Walter Schulz aus dem Jahr 1962. In der Perikopenordnung der evangelischen Kirche ist es eines der beiden Wochenlieder zum 5. Sonntag vor der Passionszeit.
Das Kirchenlied ist im Evangelischen Gesangbuch (EG) unter Nr. 409 enthalten. Im katholischen Gebet- und Gesangbuch Gotteslob von 2013 findet es sich unter Nr. 464, im Gesangbuch der Herrnhuter Brüdergemeine unter Nr. 64. Auch in eine Reihe anderer Liederbücher wurde es aufgenommen. Es wird von der Arbeitsgemeinschaft für ökumenisches Liedgut als ökumenisches Lied eingestuft.
Die Liedrechte liegen beim Strube-Verlag, München.

## Inhalt
Das Lied besteht aus acht kurzen Strophen im Reimschema ABABA, wobei die erste Zeile jeder Strophe „Gott liebt diese Welt“ lautet und die letzte Zeile jeder Strophe mit „Welt!“ endet. Die erste und die letzte Strophe sind identisch und enden jeweils mit der Wiederholung der Anfangszeile, nun durch Ausrufezeichen verstärkt. Die titelgebende Aussage – ihrerseits ein Bezug auf den Bibelvers Johannes 3,16 – wird hierdurch deutlich hervorgehoben. Die erste und letzte Strophe betonen zusätzlich die enge Verbindung der Singenden mit Gott („wir sind sein eigen“) und den daraus entstehenden Bekenntnisauftrag dieser Liebe Gottes („sollen wir es zeigen:“).
Die Strophen 2 bis 7 geben in kurzer Form Ereignisse aus der biblischen Heilsgeschichte wieder, die das Handeln Gottes in diesen Bezug stellen: Schöpfung und Exodus sowie Geburt, Kreuzigung, Auferstehung und Wiederkunft Christi. Das Lied hatte ursprünglich sieben Strophen; die Textzeile „im Zenit der Zeiten“ in Strophe 4, die sich auf die Geburt Jesu bezieht, war ursprünglich in der Mitte des Liedes. Die Strophe 6 wurde von Schulz im Jahr 1970 hinzugefügt.
Das Lied entstand im Jahr 1962 in direkter zeitlicher Folge zum Mauerbau in der DDR. Schulz schuf das Lied für einen Jugendgottesdienst in der damaligen DDR; dort „sollte ein thematisch tragendes Lied gesungen werden, ein Hoffnungslied“.
Im EG ist das Lied Teil der Rubrik Geborgen in Gottes Liebe, im Gesangbuch der Herrnhuter Brüdergemeine in der Rubrik Gottes Fürsorge. Im Schweizer Reformierten Gesangbuch ist das Lied hingegen unter der Sektion Bekenntnis des Glaubens einsortiert. Andreas Marti kommentiert: „Biblischem Bekennen entspricht weniger die Beschreibung, was Gott ist, sondern die Erzählung, was er tut und getan hat“ und verweist darauf, dass solche Bekenntnisse in „narrativ-anamnetische[r] Struktur“ sich sowohl in der Bibel als auch in ‚alten‘ Liedern finden, unter den ‚neuen‘ sei das Lied in diese Kategorie einzuordnen. An anderer Stelle führt er dies aus: „Der Bogen spannt sich von der Schöpfung über die Rettung Israels aus Ägypten, die Geburt Jesu, seinen Tod und seine Auferstehung bis zur Vollendung der ganzen Welt, pointiert formuliert gegen die Marginalisierung des Christentums im DDR-Sozialismus, der die Schaffung einer vollkommenen Welt als Ziel für sich beanspruchte. Die identischen Rahmenstrophen halten fest, dass das Bekenntnis zu Gottes Taten das Bekenntnis zu seiner Liebe ist.“

## Melodie
Die Melodie ist ebenso wie der Text deutlich strukturiert aufgebaut, wobei einerseits in der Melodieführung sich entsprechende (teilweise identische) Zeilenanfänge verwendet wurden, andererseits Verlauf und Zielrichtung zur Unterstützung der Ton-Wort-Beziehung dienen und im Spitzenton jeweils relevante Stichwörter der Strophen betonen. Die als elementar dorisch beschriebene Schlusskadenz wirkt gemäß Walter Wiesli und Andreas Marti „wie ein markantes «Amen»: So ist es!“
Für Karl Christian Thust erinnert die Melodieführung in ihrer „Einheit von Wort und Ton“ an die Art alter Meistersinger, wobei auch er die sich gleich- und gegenläufig entsprechenden Takte betont, sowie die „bündelnde Bekräftigung“ in der letzten Zeile.
Insgesamt ordnet Thust die Melodie „trotz des gebrochenenen Es-Dur Dreiklangs“ mit offener Tonart „eher als g-äolisch“ ein. Wiesli und Marti resümieren: „Als Ganzes ist die Melodie kaum tonartlich festzulegen. Sie spielt mit kirchentonartlichen Elementen im Sinne eines plagalen, hypoäolischen Modus“.

## Rezeption
Das Lied wurde noch im selben Jahr 1962 vom westdeutschen Burckhardthaus in einem Liederbuch veröffentlicht und wurde – zur Überraschung des Autors, der es ja mit Bezug zur speziellen Situation in Ostdeutschland verfasst hatte – innerhalb kurzer Zeit im deutschen Sprachraum sehr populär; Paul Ernst Ruppel komponierte schon 1964 einen vierstimmigen Chorsatz dazu. Das Lied wurde rasch in eine Reihe von Liederbüchern unterschiedlicher christlicher Traditionen aufgenommen; die Evangelische Verlagsanstalt Berlin bringt ab 1967 eine Liederheft-Reihe heraus, die den Titel Gott liebt diese Welt trägt und das Lied programmatisch als Lied Nr. 1 des ersten Heftes aufnimmt und auch den Notensatz dieser Zeile in der Grafik auf dem Titelbild trägt.
Schon im Jahr 1993 wird das Lied in der Liste ökumenischer Lieder ausgewiesen. Als eines von wenigen Liedern der Gattung Neues Geistliches Lied war es bereits vor der Perikopenrevision 2018 als Wochenlied zum Sonntag Septuagesimae Teil der offiziellen Liturgie in der EKD.
Der katholische Kirchenmusiker Klaus Wallrath schuf zu dem Lied im Jahr 2014 eine Liedmotette für Chor, Orgel und Bläserensemble. Die Liturgische Konferenz der EKD zählt das Lied zu den 33 Kernliedern im EG, die in allen Bereichen kirchlicher Arbeit zum Einsatz kommen sollen.